# Utada Hikaru SINGLE COLLECTION VOL.2
『Utada Hikaru SINGLE COLLECTION VOL.2』（ウタダヒカル シングル・コレクション・ヴォリューム・トゥー）は、2010年11月24日にEMIミュージック・ジャパンから発売された宇多田ヒカルのコンピレーション・アルバム。

## 背景
宇多田は2010年8月9日付けの自身のブログで、活動休止と共にヒット曲を収録したベスト・アルバムの発売を発表した。
本作はコンピレーションアルバムとしては2004年の『Utada Hikaru SINGLE COLLECTION VOL.1』以来、およそ6年半振りのリリースとなり、前作に続き公式のコンピレーションアルバムであるが、ユニバーサルミュージックから同時発売される『Utada The Best』に関してはアーティスト非監修のベストアルバムである。
本作は2004年から2009年の間に発表されたシングル・アルバムから選び出されているが、「VOL.1」とは違い、リリースを遡る形で収録されている。デジタルシングルでのリリースとなった楽曲も収録されているが、オリジナルが2001年に発表されているためか「Eternally -Drama Mix-」は収録されていない。また、2007年の18thシングル「Flavor Of Life」は「Flavor Of Life -Ballad Version-」が収録されており、オリジナルは収録されていない。更に、自身初の2枚組のアルバムとなり、Disc 2には5曲の未発表曲が収録された。
ジャケットが宇宙の絵柄になっているのは、「宇多田」の「宇」からだという。初回限定盤のみの特典として、三つ折りペーパースリーヴ+ケース仕様、くまお守り封入、さらに横浜アリーナ 2daysコンサート招待応募抽選案内が封入されている。この抽選は1000組2000名を招待、応募締切は11月28日23時59分までとなっている。さらに11月14日までにCDを予約した人にはもれなく予約購入者特典として、先行シングル「Goodbye Happiness」のビデオ・クリップを収録したDVDがプレゼントされる。
宇多田が活動を休止して2年弱が経った2013年4月、EMIがユニバーサルに吸収合併されて解散したため、（東芝EMI→）EMIからのリリースは本作が最後となった。これに伴い本作（EMI）と非公認ベスト（ユニバーサル）の原盤権が非公認ベストの発売元たるユニバーサルに集約されるという皮肉な結果に終わった。

## 収録曲解説とプロモーション
Disc2には新曲が5曲収録されている。「Can't Wait 'Til Christmas」を除いた全ての新曲は、宇多田が自分自身や過去との和解、本当の自分や恐怖と向き合うことがテーマになっている。この制作方法はデビューアルバム『First Love』のそれと類似している。
Hymne à l'amour 〜愛のアンセム〜
アルバムからの最初のシングルで、フランスのシャンソン歌手エディット・ピアフの1950年代の曲「愛の賛歌」のカバーである。宇多田は、訳詞を担当した。同曲は、2010年10月2日から放送が開始された本人出演のサントリーフーズ「ペプシネックス」CMソングとして起用された。同年10月9日からデジタル配信が開始された。
Goodbye Happiness
本作のリード曲であり、ラブソングである。同曲はミュージックビデオが制作され、宇多田が監督に初挑戦した。同年11月10日に携帯電話端末向けでデジタル配信が開始された。同曲はアルバム発売前に多くのエアプレーを受け、Billboard Japan Hot 100で最高1位を記録した。同曲はレコチョクのCMソングとして使用された。
Show Me Love (Not A Dream)
アルバム発売の1週間前にデジタル配信が開始された。同曲は東宝配給映画『あしたのジョー』の主題歌として起用されている。
嵐の女神
母親の藤圭子に対して感謝の気持ちを伝えられる様になった宇多田の素直な気持ちが綴られている。同曲は森永製菓「1チョコ for 1スマイル」キャンペーンソングとして起用された。同キャンペーンは森永チョコレートの年間売り上げの一部を使って、カカオ生産地域の子供たちを支援するプロジェクトである。11月24日から2011年2月14日までの間、楽曲1ダウンロードにつき1円が森永製菓と同じ目的で寄付される。
Can't Wait 'Til Christmas
初めてシーズンを意識した楽曲で、「新曲のうちで一番自分で恥ずかしい感じの曲」と語っている。同曲は前述「ペプシネックス」の「宇多田ヒカルクリスマス偏」のCMソングとして起用された。
宇多田はアルバムのプロモーションの為に、2010年9月28日にTwitterアカウントを取得した。また、同年11月8日に本宇多田のYouTubeアーティスト公式チャンネルが開設された。一部のビデオ・クリップとライブ映像を観ることができる。チャンネル開設直後に、「メディア・インタラクティブ社」による虚偽の著作権侵害の通報で多くの動画が短期間で削除されるトラブルがメディアで報じられた 。宇多田は自身のTwitterでこの事件に個人的に言及した。
『CD&DLでーた』『EDGE STYLE』『月刊Songs』『月刊ザテレビジョン』『Happie nuts』『mini』『MUSICA』『non-no』『オリ★スタ』『PATiPATi』『ぴあ』『PopSister』『ROCKIN'ON JAPAN』『smart』『東京カレンダー』『Tokyo Walker』『WHAT's IN?』『YOU MUSIC』など多くの雑誌で大々的な特集が組まれた。11月後半から12月前半にかけて、『ARTIST SPECIAL』『au ONAIR MUSIC CHART』『BANG! BANG! ZIP!』『ドコモ J-POP MAGAZINE』『Love & Green』『MUSIC COASTER』『ON8』『PARADISE BEAT』『STADIUM ROCK!!』『TOKIO HOT 100』などのラジオ番組に出演しアルバムを宣伝した 。11月7日に東京FM上でアルバムの収録曲の放送が開始された。
宇多田はアルバムを引っさげて、2010年12月8日、9日に横浜アリーナでコンサート「WILD LIFE」を開催。8日の公演は『「WILD LIFE」 ライブ・ビューイング in シアター』として全国の映画館で生中継される。また、スペースシャワーTVで2011年1月22日に放送される。ライブチケットは11月21日発売当日に完売した。

## 収録曲
- 全曲作詞・作曲・編曲：宇多田ヒカル（特記以外）

### Disc1
1. Prisoner Of Love(4:46)
21stシングル
編曲：宇多田ヒカル&富田譲（ストリングスアレンジ)
2. Stay Gold(5:15)
20thシングル
3. HEART STATION(4:37)
20thシングル
4. Kiss & Cry(5:07)
19thシングル
5. Beautiful World(5:17)
19thシングル
6. Flavor Of Life -Ballad Version-(5:26)
18thシングル
編曲：宇多田ヒカル（編曲、ストリングスアレンジ）、Alexis Smith（編曲）、冨田謙（編曲、ストリングスアレンジ、山本拓夫（ストリングスアレンジ）
7. ぼくはくま(2:24)
17thシングル
編曲：冨田謙、宇多田ヒカル
8. This Is Love(4:58)
4thアルバム『ULTRA BLUE』収録曲
9. Keep Tryin'(4:55)
16thシングル
10. Passion(4:44)
15thシングル
11. Be My Last(4:32)
14thシングル
12. 誰かの願いが叶うころ(4:28)
13thシングル
13. Beautiful World -PLANiTb Acoustica Mix-(5:09)
配信限定シングル
アルバム初収録

### Disc2
1. 嵐の女神(4:16)
2. Show Me Love (Not A Dream)(4:17)
編曲：宇多田ヒカル、Matt Rohde
3. Goodbye Happiness(5:21)
4. Hymne à l'amour 〜愛のアンセム〜(6:29)
作詞：エディット・ピアフ（原詞）、宇多田ヒカル（オリジナル日本語詞）
作曲：マルグリット・モノー
編曲：菊地成孔、宇多田ヒカル
5. Can't Wait 'Til Christmas(3:44)

### DVD
※予約購入者特典
1. Goodbye Happiness(5:13)
ミュージックビデオ
監督 宇多田ヒカル

## 演奏
Disc 1 
- 宇多田ヒカル
  - Vocal
  - Keyboards & Programming (#1-5.8-12)
  - Acoustic Piano (#2.12)
  - Additional Programming (#7)
  - Strings Arrangement (#1.6)
- 富田謙
  - Additional Programming (#1-5.7.8)
  - Acoustic Piano (#2)
  - Strings Arrangement (#1.6)
- 常見和秀：Additional Programming (#1)
- 牧山純子ストリングス：Strings (#1)
- Alexis Smith
  - Additional Programming (#5.8.9.10)
  - Electric Bass, Keyboards & Programming (#6)
- 岡本洋：Acoustic Piano (#6)
- 今剛：Acoustic Guitar (#6.11.12)
- 金原千恵子ストリングス：Strings (#6)
- 山本拓夫：Strings Arrangement (#6)
- Matt Rohde
  - Keyboards & Programming (#9.10)
  - Acoustic Piano (#10)
- David Carpenter：Bass (#9)
- Gen Mauro：Guitar (#10)
- Forrest Robinson：Drums (#10.11)
- Glenn Erwin：Pro Tools Operation (#10)
- Brio Taliaferro：Additional Programming (#11)
- Russell McNamara：Guitar & Programming (#13)
- Dan Reynolds：Drums (#13)

Disc 2 
- 宇多田ヒカル
  - Vocal
  - Keyboards & Programming (#2.3.5)
- 岡本洋：Acoustic Piano (#1.5)
- 今剛：Guitar (#1)
- 種子田健：Bass (#1)
- 河村智康：Drums (#1)
- Matt Rohde
  - Keyboards & Programming (#2)
  - Acoustic Piano (#2)
- Phil Xenidis：Guitar (#2)
- Chris Chaney：Bass (#2)
- Gary Novak：Drums (#2)
- Alexis Smith：Additional Programming (#3.5)
- 富田謙：Additional Programming (#3)
- Synergy Vocals (Micaela Haslam, Jacqueline Barron, Katie Tretheney, Rowan Fenner)：Chorus (#3)
- 坪口昌恭：Electric Piano (#4)
- 鈴木正人：Bass (#4)
- 本田珠也：Drums (#4)
- 太田朱美：Flute (#4)
- 井谷享志：Percussions (#4)

## 批評
| 専門評論家によるレビュー    | 専門評論家によるレビュー |
| レビュー・スコア            | レビュー・スコア         |
| 出典                        | 評価                     |
| --------------------------- | ------------------------ |
| hotexpress                  | (好感)                   |
| リッスンジャパン            | (好感)                   |
| ロッキング・オン            | (好感)                   |
| ローリング・ストーン 日本版 | [ 29 ]                   |
| VIBE                        | (好感)                   |
| WHAT's IN?                  | (好感)                   |

本作は批評家から肯定的な評価を得ている。
- 『hotexpress』の平賀哲雄は「2004年『誰かの願いが叶うころ』以降の彼女の曲は切なさが増している。まず一貫してひとつひとつの音が愁いを帯びており、それらによって組み立てられるメロディやリズムによって形成された世界観は、彼女の声と言葉に抜群の説得力を持たせた。まるで、幻と現の境目までも曖昧になってきた人間生活において、確かなものをひとつでも掴もうとする些細なアクション。のように響き、無意識な共鳴を生んでいく。」と評した[26]。
- 『リッスンジャパン』の近藤陽は、初期の非常にパーソナルな世界観を軸にした時期と比較して、近年の宇多田のアルバム『ULTRA BLUE』から『HEART STATION』へと、ベクトルをうちから外側へ徐々にシフトしている時期で、そんな彼女のサウンドの変貌を俯瞰するには、絶好の作品に仕上がっていると批評した。また、単にヒット作品をまとめただけでなく、既存曲のリミックス・バージョンなど、随所で彼女が決して立ち止まることのない進化し続けるアーティストだということを改めた実感させてくれるとコメントした。近藤はDisc2に収録された新曲5曲に注目し、「休止の前にファンに伝えておきたいことがあった、と仕上げた新曲はいずれも完成度が高く、彼女自身が“今の宇多田ヒカル”と真正面から向き合った、強力なエネルギーに満ち溢れている。現代を代表するポップ・クリエイターの真髄を実感するための必聴盤だ。」と評価した[27]。
- 『WHAT's IN?』の柳沢幹夫は「アートワークに瞬く星々は、楽曲それぞれの輝きにシンクロしつつ、大ヒット曲であればこそ請け負うこととなった、十人十色の想いに結びつく。すべてのシングルを、まるで本作に向け制作したかのように聴かせてしまう、ブルーな内省。そこに際立つのが、M13の新鮮さであり、5曲の新曲たちだ。特に[Disc 2]M2で聴ける痛々しいまでの爆発には産毛が逆立つ。奇跡を感じる逸品だ。」と評価した[31]。
- 『ロッキング・オン』の徳山弘基は「2004年の『SINGLE COLLECTION VOL.1』が、日本のポップ・ミュージックにおけるビッグバンそのものを内包してしまった作品だとするなら、今作はその革命の当事者である宇多田自身の変化が如実に現れた作品である。」と批評。更に、「R&Bコンポーザーとしての範疇を突き抜け、映画主題歌からゲームのテーマソング、果てには童謡まで巨大な音楽的才能を担保に、音楽シーンのみならず、自己の表現そのものと向き合った、稀有な軌跡がここにはある。そして新曲5曲も、基本的にこの宇多田自身の「変革期」という、大きな流れの中にある。ただ彼女の場合、音楽的な表現が様々な色合いを帯びても、全く「実験」にならない。エディット・ピアフのカバーは、ポップの新たな解釈に変化し、“Can't Wait 'Til Christmas”は、クリスマス・ソング以上に普遍的で根源的なことを歌ってしまう。今さらだが、一握りのミュージシャンにのみ許された、ある種の「特権」が、やはり彼女には備わっている。」とコメントした[28]。
- 『VIBE』の山田美央は、「成熟していく“宇多田ヒカル”の全てが込められている珠玉のシングル集」と評し、『VOL.1』がリアルな体験や生活の瞬間を感じられる、自分と特定の関係者を歌った作品だったのに対し、今作は「身を切るような鋭さは影を潜め、より大きな時間の流れを捉えた寛容的な深みを感じさせる作品」になっているとコメントした[30]。

## チャート成績
発売初週で23.1万枚を売り上げ、2010年12月6日付のオリコン週間アルバムランキングで初登場1位を記録。史上初のデビューアルバムから7作連続での1位獲得を果たした。同年12月6日付けのBillboard JAPAN Top Albumsでも初登場1位を記録。前作『HEART STATION』に続き、同チャート開始以降2作連続首位を獲得した。また、同日付で『Utada Hikaru SINGLE COLLECTION VOL.1』も34位でチャート入りした。2010年11月に日本レコード協会よりダブル・プラチナ認定を受けた。
アルバムからのシングル「Goodbye Happiness」はBillboard JAPAN Hot 100で4週連続でチャート入りした後、1位を獲得した。「Can't Wait 'Til Christmas」はiTunesのチャートで初登場85位。「Show Me Love (Not a Dream)」はRIAJ有料音楽配信チャートでアルバム発売の1週間前に初登場21位を記録、アルバムが発売された週に「Can't Wait 'Til Christmas」は59位で初登場し11月30日付けで40位、12月7日付けで一気に8位、12月21日付けで1位を獲得。「嵐の女神」は62位、「Prisoner of Love」が90位に入った。
| チャート (2010年)         | 最高 順位 | 最高 順位 | 最高 順位       | 最高 順位 |
| チャート (2010年)         | オリコン  | Hot 100   | Hot Top Airplay | RIAJ      |
| ------------------------- | --------- | --------- | --------------- | --------- |
| Can't Wait 'Til Christmas | -         | 7         | 27              | 1         |
| 嵐の女神                  | -         | -         | -               | 62        |

## チャート
| チャート (2010年)          | 最高 順位 |
| -------------------------- | --------- |
| オリコン週間               | 1         |
| オリコン月間               | 3         |
| Billboard JAPAN Top Albums | 1         |

### 公称売上と認定
| チャート                            | 売上                 |
| ----------------------------------- | -------------------- |
| オリコンチャート フィジカル         | 442,549              |
| 日本レコード協会 フィジカル         | 2×プラチナ(500,000+) |
| サウンドスキャンジャパン フィジカル | 375,223              |

## 各国発売日一覧
| 地域       | 情報           | 規格                       | レーベル                  |
| ---------- | -------------- | -------------------------- | ------------------------- |
| 日本       | 2010年11月24日 | CD、デジタル・ダウンロード | EMIミュージック・ジャパン |
| 日本       | 2010年12月11日 | レンタルCD                 | EMIミュージック・ジャパン |
| 韓国       | 2010年12月3日  | CD                         | EMIコリアリミテッド       |
| 台湾       | 2010年12月10日 | CD                         | ゴールド・タイフーン      |
| フィリピン | 2010年12月17日 | CD                         | ポーリーイスト・レコード  |